# Mason County, Michigan
Mason County är ett administrativt område i delstaten Michigan, USA, med 28 705 invånare. Den administrativa huvudorten (county seat) är Ludington.

## Geografi
Enligt United States Census Bureau har countyt en total area på 3 216 km². 1 282 km² av den arean är land och 1 934 km² är vatten.

### Angränsande countyn
- Manistee County - norr
- Lake County - öst
- Oceana County - söder
- Sheboygan County, Wisconsin - sydväst
- Manitowoc County, Wisconsin - väst

### Orter
- Custer
- Fountain
- Free Soil
- Ludington (huvudort)
- Scottville